# NGC 3387
NGC 3387 é uma galáxia  localizada na direcção da constelação de Sextans. Possui uma declinação de +04° 58' 01" e uma ascensão recta de 10 horas, 48 minutos e 16,9 segundos.
A galáxia NGC 3387 foi descoberta em 15 de Março de 1830 por John Herschel.